# Gerrit Coenraad Blom
Gerrit Coenraad Blom (Weesp, 1 januari 1902 - Zuid-Afrika 12 mei 1988) was een Nederlands NSB'er, SS'er en oorlogsburgemeester.

## Levensloop
G.C. Blom werd na zijn middelbare school ambtenaar bij de Rijksbelastingdienst. In 1940 was hij inspecteur van Invoerrechten en Accijnzen in Breda.
Hij werd in 1933 lid van de NSB en was waarschijnlijk een van de oprichters van de afdeling Breda van de NSB. Vanwege het verbod van de Nederlandse regering op het lidmaatschap van de NSB voor overheidsdienaren, onderbrak hij dit tot na de Duitse inval van mei 1940. Na de eerste oorlogsdagen met zijn gezin naar Zundert te zijn gevlucht, hernam hij zijn werk als belastinginspecteur in Breda. In september 1940 werd hij opnieuw lid van de NSB en tevens lid en plaatselijk leider van de Nederlands-Germaanse SS.
Begin 1942 zorgde NSB-burgemeester Müller van Rotterdam ervoor dat Blom wethouder werd voor financies in deze stad. Midden 1942 vertrok hij als vrijwilliger voor de Waffen-SS naar het Oostfront, het terrein waar, zoals hij het zag, tegen het communisme gevochten kon worden. Op 30 juni 1943 was hij terug in Nederland en hervatte hij zijn werk als wethouder.

## Oorlogsburgemeester
Het benoemingsbesluit van Blom als burgemeester droeg als datum 17 juli 1944. De dag erna trad hij in actie. De officiële installatie op zaterdag 19 augustus 1944 geschiedde door Van der Aa, die fungeerde als waarnemend burgemeester. Hij hield een korte toespraak en benadrukte de kwaliteiten van de nieuwe burgemeester. De rede van Blom was niet ideologisch en typeerde het inzicht dat hij had op de werkelijke situatie.
G.C. Blom was te korte tijd burgemeester van Breda om nog enige invloed te kunnen uitoefenen. Hij kwam niet vaak op het stadhuis, en nooit in zijn zwarte uniform, dat hij wel droeg op de Ortskommandantur, waar hij meestal aanwezig was en op 6 september getuige was bij executies. 
Vanaf Dolle Dinsdag tot aan de bevrijding ontbrak iedere vorm van ordentelijk civiel bestuur in Breda, terwijl ook het Duitse bezettingsbestuur was ingestort. De opdracht in de 'Bekendmaking' van 6 september van burgemeester Blom aan de inwoners was van weer normaal aan het werk te gaan, maar dit had niet veel zin meer. 
Op 26 oktober 1944 werd Breda bevrijd en kwam een einde aan het korte burgemeesterschap van Blom. Hij was twee dagen voordien gevlucht in noordelijke richting, naar bezet gebied. Vanaf november was hij adviseur van het collaborerende departement van Financiën, dat vanwege de oorlogsomstandigheden vanuit Den Haag naar Deventer was verhuisd. Enige dagen voor de bevrijding van die stad ging hij een paar dagen naar Dokkum, waar zijn vrouw en kinderen zich bevonden. Vervolgens reisde hij naar Amsterdam, waar hij zich op 17 mei 1945 liet arresteren. 
Hij werd gevangen gehouden in het bewaringskamp aan de Levantkade aldaar en in verschillende kampen in de Noordoostpolder, tot eind september 1946. Maandag 14 april 1947 begon het proces tegen Blom voor de Eerste Kamer van het Tribunaal van Breda. Getuigen bij zijn naoorlogs proces waren meestal lovend over zijn optreden. Ze waren afkomstig uit de groeperingen waarmee hij in zijn loopbaan te maken had gehad (belastingdiensten, Rotterdamse en Bredase ambtenaren, privépersonen, onder meer de leden van het muziekkwartet waar hij deel van uitmaakte als viool-, piano en orgelspeler).
Hij werd veroordeeld tot vijf jaar hechtenis, verbod op het bekleden van openbare ambten en ontzetting uit het kiesrecht. Blom zat niet lang vast. Zijn gewijzigde opvattingen en goed gedrag tijdens zijn internering, voor en na het vonnis, en zijn deelname aan de openlijke schuldbelijdenis van een groep van 25 NSB'ers in de zomer van 1947, voorgelezen in een aantal protestantse kerken, droegen bij tot zijn vrijlating in het najaar van 1948. 
Hij vestigde zich als zelfstandig belastingconsulent. Na zijn pensionering, ging hij, toen hij tachtig werd, in Zuid-Afrika wonen, waar hij in 1988 gestorven is.